# Mundochthonius cavernicola
Espèce
Mundochthonius cavernicola est une espèce de pseudoscorpions de la famille des Chthoniidae.

## Distribution
Cette espèce est endémique d'Illinois aux États-Unis. Elle se rencontre dans la grotte Saltpeter Cave dans le comté de Monroe.

## Description
Ce pseudoscorpion est anophtalme.

## Publication originale
- Muchmore, 1968 : A cavernicolous species of the pseudoscorpion genus Mundochthonius (Arachnida, Chelonethida, Chthoniidae). Transactions of the American Microscopical Society, vol. 87, no 1, p. 110-112.